# Saint-Pierre-Azif
Saint-Pierre-Azif é uma comuna francesa na região administrativa da Normandia, no departamento Calvados. Estende-se por uma área de 6,08 km². Em 2010 a comuna tinha 172 habitantes (densidade: 28,3 hab./km²).